# Dorothy Steeves
Pour les articles homonymes, voir Steeves.
Dorothy Gretchen Steeves (née Biersteker) (26 mai 1891-9 mai 1978) est une femme politique canadienne de la Colombie-Britannique. Elle est députée provinciale social-démocrate de la circonscription britanno-colombienne de North Vancouver, d'une élection partielle en 1934 à 1945.

## Biographie
Née à Amsterdam en Hollande-Septentrionale, Dorothy Steeves étudie sur place et reçoit un bachelor of Laws de l'université de Leyde. Pendant la Première Guerre mondiale, elle est conseillère juridique d'un bureau de rationnement pour le compte du gouvernement néerlandais. Après s'être marié avec un officier de l'Armée canadienne, le couple s'installe à Vancouver en janvier 1919.
En 1920, Dorothy Steeves participe à la création de la cellule vancouvéroise de la Ligue internationale des femmes pour la paix et la liberté et l'une des membres fondatrices du Parti social-démocrate (CCF).
Dorothy Steeves sert dans l'exécutif du CCF aux niveaux fédéral et provincial. Elle se présente également sur la scène fédérale dans la circonscription de Burnaby—Richmond en 1949 et dans Vancouver Quadra en 1963.
Elle s'implique dans les domaines des libertés civiles, des affaires internationales, du désarmement nucléaire, de la protection animalière, de la condition féminine et de l'abolition de la peine capitale.
Dorothy Steeves meurt à Vancouver en mai 1978 à l'âge de 86 ans.
Elle est l'auteure de l'oeuvre The Compassionate Rebel : Ernest E. Winch and his times publié en 1960 et de Builders and Rebels : A short History of the CCF from 1932 to 1961.